# Hermann Rumschöttel (General)
Hermann Johann Friedrich Rumschöttel (* 9. Mai 1858 in St. Wendel; † 25. April 1944) war ein deutscher General der Artillerie der Reichswehr.

## Leben
Hermann Rumschöttel war ein Sohn von Karl Hermann Rumschöttel, Landrat von St. Wendel. Er absolvierte das Progymnasium in seinem Heimatort und wechselte zur Erlangung der Reifeprüfung an das Gymnasium Saargemünd, welches er mit Zeugnis Ostern 1877 verließ. Anschließend begann er kurzzeitig ein Medizinstudium.
1877 trat er als Fahnenjunker in das 1. Rheinische Feldartillerie-Regiment Nr. 8 der Preußischen Armee ein und avancierte bis 1888 zum Premierleutnant. 1890 wurde er in das neu aufgestellte Feldartillerie-Regiment Nr. 34 versetzt und blieb dort bis 1893. In der Folge wechselte er als Hauptmann und Batteriechef in das Feldartillerie-Regiment Nr. 33. In dieser Stellung blieb er bis 1900, war anschließend im Stab des Feldartillerie-Regiments Nr. 15 in Saarburg und wurde dort Mitte September 1903 zum Major befördert. 1904 folgte seine Ernennung zum Kommandeur der I. Abteilung im Feldartillerie-Regiment „von Scharnhorst“ (1. Hannoversches) Nr. 10. Ab 1906 war Rumschöttel für drei Jahre Lehrer an der Feldartillerie-Schießschule in Jüterbog und rückte 1909 in den Stab der Schule auf. Im Frühjahr 1910 wurde er zur Reise der Hochseeflotte kommandiert, um einen Einblick in Tätigkeit und Schießwesen der Kaiserlichen Marine zu gewinnen. Nachdem er Mitte November 1910 zum Oberstleutnant aufgestiegen war, erfolgte am 16. Juni 1911 seine Versetzung als Kommandeur des 1. Nassauischen Feldartillerie-Regiments Nr. 27 nach Mainz. und in dieser Stellung avancierte er Mitte April 1913 zum Oberst.
Mit Ausbruch des Ersten Weltkriegs nahm Rumschöttels Regiment im Verbund mit der 21. Infanterie-Division am Einmarsch durch das neutrale Luxemburg nach Belgien teil, kam bei Longlier am 20. August 1914 zum ersten Mal ins Gefecht und wirkte zwei Tage später in der Schlacht bei Neufchâteau. Daran schlossen sich Kämpfe an der Maas und an der Marne an. Am 14. September 1914 übernahm er die 25. Feldartillerie-Brigade (Großherzoglich Hessische) an der Westfront und erhielt am 10. Dezember 1914 das Eiserne Kreuz I. Klasse. Rumschöttel nahm u. a. an der Schlacht um Verdun teil und wurde am 6. Juni 1916 zum Generalmajor befördert. Vom 23. Mai bis zum 20. August 1917 war er zusätzlich ebenfalls Kommandeur der 13. Landwehr-Division. Anschließend erhielt er das Kommando über die 10. Ersatz-Division, die er zunächst in der Flandernschlacht führte. Nach einem kurzzeitigen Einsatz an der Ostfront verlegte sein Großverband im Januar 1918 wieder an die Westfront, lag in Stellungskämpfen in Flandern sowie im Artois und beteiligte sich am verlustreichen Ringen um den Kemmelberg. Für sein Wirken wurde Rumschöttel mit dem Kronen-Orden II. Klasse mit dem Stern und Schwertern ausgezeichnet.
Nach dem Waffenstillstand von Compiègne und der Demobilisierung seiner Division übernahm Rumschöttel am 12. Januar 1919 die 21. Feldartillerie-Brigade in Frankfurt am Main. Rumschöttel wurde in die Reichswehr übernommen und war 1919/20 Artillerieführer der Reichswehr-Brigade 11, welche dem Reichswehr-Gruppenkommando 2 in Kassel unterstand und sich durch den Zeitfreiwilligenverband ergänzte. Der folgende Einsatz der Brigade bei der Niederschlagung des Kapp-Putsches in Thüringen ist Thema des DEFA Kriminalfilm Fernsehpitaval: Auf der Flucht erschossen. Rumschöttel wird dabei von Adolf-Peter Hoffmann verkörpert.
Ab Oktober 1920 war er erster Kommandeur der 3. Division und gleichzeitig Befehlshaber des Wehrkreises III in Berlin. In dieser Position blieb er bis 15. Juni 1921. Mitte 1920 war seine Beförderung zum Generalleutnant erfolgt.
Mitte Juni 1921 wurde er aus dem aktiven Dienst verabschiedet und erhielt den Charakter eines Generals der Artillerie verliehen.